# Selska Gora
Selska Gora je naselje v občini Mirna.
Selska gora je razloženo naselje po pobočju istoimenskega hriba, ki na jugu strmo pada v Mirnsko dolino. Med Cirnikom in Selsko goro se globoko zajeda dolina potoka Kamnarice, ki odmaka podolje Mlak in tik pred sotesko preide v vlažno travniško Loko. Na vzhodu se nad sotesko Homščice dviga Migolska gora (400 m), na severu pa je gozdnati Hom, ki je razrezan s kratkimi grapami. Njive so večinoma na severovzhodu, kjer je svet položnejši in terasiran. Veliko nekdanjih vinogradniških površin se zarašča s starino in grmovjem, ob cesti na Selsko goro pa je močan studenec od koder so v preteklosti ob suši domov nosili vodo.